# Elena Seiple
Elena Seiple (Municipio de Harmony, Nueva Jersey; 17 de diciembre de 1973) es una culturista profesional y atleta de fuerza estadounidense.

## Biografía
Seiple es natural del estado de Nueva Jersey, donde nació en diciembre de 1973. Desde niña fue una atleta de talento, que destacó en la natación en la modalidad de brazada de pecho, el baloncesto, el fútbol y el atletismo. Mientras asistía a un colegio cristiano privado de Pensilvania, compitió en fútbol masculino debido a la ausencia de un equipo femenino.
Su nivel de juego fue suficiente para recibir una beca deportiva de la Universidad Liberty y fue durante sus años universitarios cuando empezó a levantar pesas, inspirándose en mujeres como Lenda Murray y Corinna Everson.
Comenzó su carrera como culturista en el gimnasio Gibson de Washington (Nueva Jersey). En 1999 participó en un espectáculo de la NPC, el Women's Extravaganza, con un peso de 54 kilos, y quedó segunda en la categoría de peso medio. Otros hitos de su carrera incluyen el segundo puesto en los Nacionales NPC en un total de cuatro ocasiones y el tercer puesto en tres ocasiones. Compitió en el World's Strongest Woman de 2006, celebrado en Polonia, donde quedó novena con un peso de 142 libras (64 kilos). Sus mejores marcas personales son 500 libras (227 kilos) en sentadilla, 315 libras (143 kilos) en press de banca y 475 libras (215 kilos) en peso muerto.
Seiple es políticamente conservadora y profesa el cristianismo. Actualmente trabaja como jueza del CNP y administra el sitio web del CNP de Nueva Jersey.